# Jan de Natris
Johannes Daniel "Jan" de Natris (Amsterdam, 13 de novembre de 1895 - Amsterdam, 16 de setembre de 1972) fou un futbolista neerlandès que va competir a començaments del segle xx.
El 1920 va prendre part en els Jocs Olímpics d'Anvers, on guanyà la medalla de bronze en la competició de futbol. Quatre anys més tard, als Jocs de París fou quart en la competició de futbol.
Pel que fa a clubs, defensà els colors de l'Amsterdamsche Football Club Ajax en diversos períodes entre 1914 i 1929; al VVA/Spartaan, entre 1921 i 1923; i al Vitesse Arnhem entre 1925 i 1928. Amb la selecció nacional jugà 23 partits, en què marcà 5 gols.